# 29994 Zuoyu
29994 Zuoyu è un asteroide della fascia principale. Scoperto nel 2000, presenta un'orbita caratterizzata da un semiasse maggiore pari a 2,3463577 UA e da un'eccentricità di 0,1196024, inclinata di 6,42525° rispetto all'eclittica.